# Belleray
Belleray település Franciaországban, Meuse megyében. Lakosainak száma 486 fő (2022. január 1.). Belleray Dugny-sur-Meuse, Haudainville, Landrecourt-Lempire és Verdun községekkel határos.

## Népesség
A település népességének változása:
| Lakosok száma | 280  | 510  | 513  | 423  | 464  | 484  | 508  | 525  | 527  | 486  |
|               | 1968 | 1982 | 1990 | 2006 | 2013 | 2015 | 2017 | 2019 | 2020 | 2022 |